# Roc Cot i Cot
Roc Cot i Cot (Barcelona, 1865 - ibídem, 7 de julio de 1909) fue un arquitecto español.
En 1903 ocupó el cargo de arquitecto municipal de Berga, y más adelante lo fue de Gironella y Puig-reig. Trabajó en colaboración durante diez años con Joan Alsina i Arús y Salvador Oller. 
Sus obras más relevantes son:
- Iglesia de las Hermanas de los Desamparados de Berga.
- Capilla de Nuestra Señora de la Salud de Berga.
- Fábrica Rodergas y Cía. en Berga.
- Casa Solanes en Berga.
- Chalet Josep Viladomiu en Berga.
- Iglesia parroquial de Tremp.
- Anteproyecto de Gran Hotel Royal Palace de Barcelona.
- Torre de Antoni Garau en Horta (Barcelona).
- Finca Fuente Fargas, igualmente en Horta.
- Casa lsidre Feliu, en la calle Trafalgar, 25 (esquina con la calle Bruc) de Barcelona.
- Chalet Villa Aymà en El Masnou, perteneciente a Antònia Pagès.
- Casa Antoni Perelló, en la calle Gerona, 67 de Barcelona.
- Casa Antònia Puget, en la calle Ausiàs March, 22 de Barcelona (con Ramon Viñolas i Llosas).